# Szent Mihály és Gábriel arkangyalok fatemplom (Pusztafentő)
A pusztafentői Szent Mihály és Gábriel arkangyalok fatemplom műemlékké nyilvánított épület Romániában, Máramaros megyében. A romániai műemlékek jegyzékében az  MM-II-m-B-04813 sorszámon szerepel.